# Wilczyn (gmina)
Pour les articles homonymes, voir Wilczyn.
Wilczyn [ˈvilt͡ʂɨn] est une commune rurale polonaise du powiat de Konin et de la Voïvodie de Grande-Pologne. Elle a pour siège de la commune appelée Wilczyn. Elle se situe à environ 31 kilomètres au nord de Konin et à 86 kilomètres à l'est de la capitale régionale Poznań. La gmina comptait une population d'environ 6 422 habitants en 2006.

## Géographie
| - Plan de la gmina. - Position de la gmina sur la carte du powiat. |